# Mack Wilberg
Mack Wilberg (* 1955 in Price, Utah) ist ein US-amerikanischer Komponist, Arrangeur und Chorleiter. Seit 2008 ist er Musikdirektor des Tabernakelchores in Salt Lake City.

## Leben
Mack Wilberg wurde 1955 in Price, Utah geboren als Sohn von LaMar Wilberg, dem Teilhaber und Geschäftsführer der Wilberg-Kohlenmine, und seiner Frau Helen. Schon in früher Kindheit bekam er Klavierunterricht. Er war auch ein begabter Klarinettist.
Nach Abschluss der Highschool absolvierte Wilberg eine zweijährige Mission für die Kirche Jesu Christi der Heiligen der Letzten Tage in Südkorea. Danach nahm er sein Musikstudium an der Brigham Young University in Provo, Utah, auf, das er mit dem Bachelor abschloss. Anschließend setzte er sein Musikstudium an der University of Southern California fort und erwarb dort einen Master- und einen Doktorgrad.
Wilberg war Professor für Musik an der Brigham Young University. 1999 wurde er als stellvertretender Musikdirektor des Tabernakelchores und als Dirigent des Temple Square Chorale berufen, am 28. März 2008 folgte er Craig Jessop als Musikdirektor des Tabernakelchores nach.

## Werke
Wilberg komponiert und arrangiert vor allem Chorwerke. Dabei nimmt er sich Weihnachtsliedern, amerikanischen Volksliedern und Kirchenliedern an. Er veröffentlicht ausschließlich bei Oxford University Press.